# إنفينيكس نوت 11
إنفينيكس نوت 11 (Infinix Note 11) هو هاتف ذكي يعمل بنظام أندرويد تم الكشف عنه عام 2021، وقد تم طرحه في الأسواق في 2021 .